# Conotrachelus obesulus
Conotrachelus obesulus – gatunek chrząszcza z rodziny ryjkowcowatych.

## Zasięg występowania
Płd. wsch. USA od Karoliny Północnej i Georgii na wsch. po Kansas i Teksas na zach.

## Budowa ciała
Osiąga 3,8 - 5,4 mm długości ciała.

## Biologia i ekologia
Żeruje na roślinach z rodzaju Argemon oraz wilczomleczu obrzeżonym.